# Denny Smith
Denny Smith, Dennis Alan Smith (ur. 19 stycznia 1938 w Ontario, Oregon) – amerykański polityk, członek Partii Republikańskiej. W latach 1981–1991 przez pięć dwuletnich kadencji Kongresu Stanów Zjednoczonych był przedstawicielem stanu Oregon w Izbie Reprezentantów Stanów Zjednoczonych. Najpierw, przez jedną kadencję w latach 1981–1983 reprezentował drugi okręg wyborczy, a następnie w latach 1983–1991 przez cztery kadencje był przedstawicielem piątego okręgu wyborczego w tym stanie.